# Musée Explosion

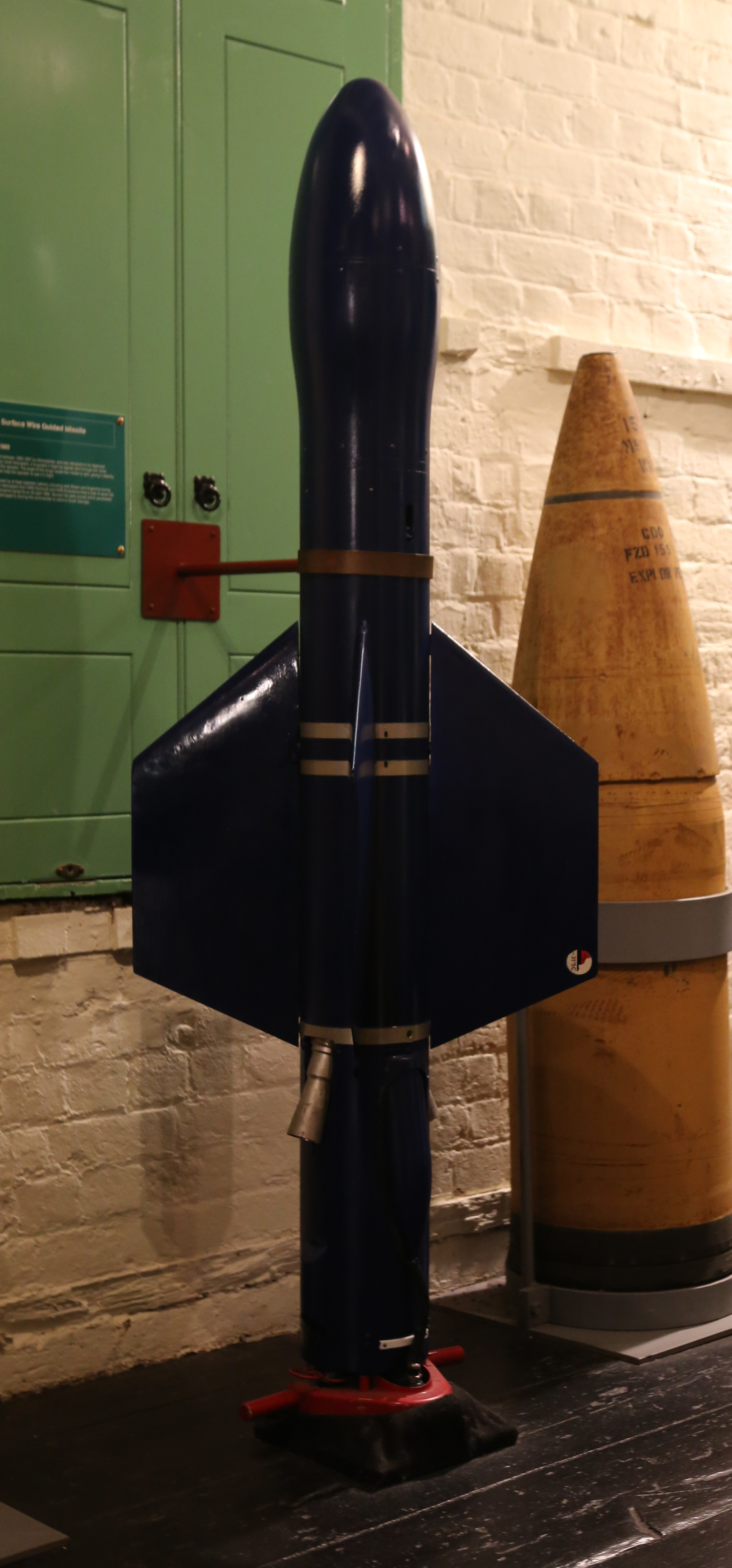
Missile antinavire SS-12, vers 1980

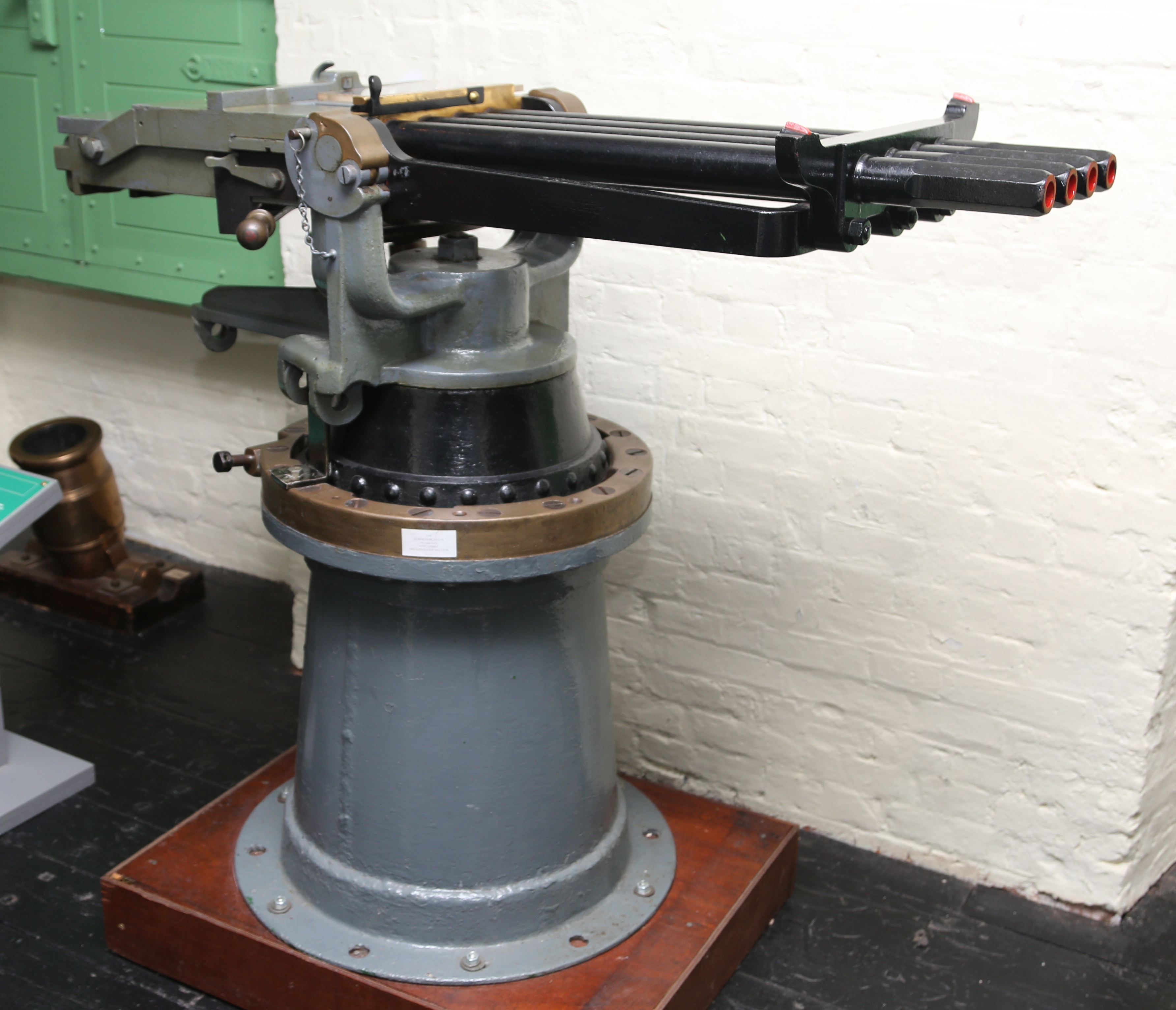
Mitrailleuse Nordenfelt à quatre tubes, vers 1880

Le musée Explosion (nom complet : Explosion! Museum of Naval Firepower) est le musée de la puissance de feu navale. Il est situé dans l’ancien Royal Naval Armaments Depot à Priddy’s Hard, à Gosport, Hampshire, en Angleterre. Il fait maintenant partie du Musée national de la Marine royale.
Le musée comprend une grande variété d’armements exposé, allant du XVIIIe siècle à nos jours. Leur taille va des armes légères aux missiles et aux systèmes de lancement de missiles, en passant par les tourelles de canon complètes. Les expositions vont du canon de l’époque victorienne RBL Armstrong de 20 livres jusqu’au canon de marine de 4 pouces QF Mk XVI de la Seconde Guerre mondiale. Les systèmes de missiles de l’après-guerre comprennent le missile et lanceur Exocet et le missile Sea Dart. Les armes modernes sont représentées dans le système de missiles Sea Wolf et le canon naval Mark 8 de 4,5 pouces.
Les armes couvrent tous les aspects de la guerre navale : surface-surface, air-surface, surface-air et sous-marine, y compris les mines et les torpilles.
Le musée dispose d’un café au bord de l’eau, qui recrée la cantine originelle du XVIIIe siècle.